# Kristian Leschner
Kristian Leschner (* 28. März 1973 in Hamburg) ist ein deutscher Kameramann.
Kristian Leschner absolvierte sein Kamera-Studium an der HFF Potsdam. Danach war er einige Jahre in der Werbefilm-Branche tätig und filmte Musikvideos. Für seine Kameraarbeit bei Si-o-se Pol – Die letzten Tage des Parvis K. wurde er 2014 beim Harlem International Film Festival in Harlem, New York City ausgezeichnet.
Leschner ist Mitglied im Berufsverband Kinematografie (BVK)

## Filmografie (Auswahl)
- 2009: UmdeinLeben
- 2011–2018: Der Tatortreiniger (Fernsehserie, 31 Folgen)
- 2013: Si-o-se Pol – Die letzten Tage des Parvis K.
- 2015: 4 Könige
- 2015: Mein gebrauchter Mann
- 2016: 1000 Mexikaner
- 2016: Der letzte Cowboy
- 2017: Jürgen – Heute wird gelebt
- 2017: Tatort: Der wüste Gobi
- 2017: Vadder, Kutter, Sohn (Fernsehfilm)
- 2019: Polizeiruf 110: Kindeswohl
- 2019: Tatort: Lakritz
- 2019: Harter Brocken: Der Geheimcode
- 2021: Sörensen hat Angst
- 2021: Kranitz – Bei Trennung Geld zurück (Fernsehserie)
- 2022: Mittagsstunde
- 2023: Sörensen fängt Feuer
- 2024: Kurzschluss hoch drei (Kurzfilm)